# Língua awadhi
Awadhi (Devanagari: अवधी) é uma língua indo-ariana que faz parte do continuum linguístico hindi-urdu. É utilizada principalmente na região de Oude, Utar Pradexe, embora haja nativos em Bihar, Madhya Pradesh, Deli e no Nepal. Além disso o dialeto Hindi fijiano usado pelos indianos de Fiji é considerado uma variante do Awahdi e apresenta muitas influências do boiapuri. Awadhi em versões ligeiramente diferentes com influências de Brij Bhasha, Bundeli e Bagheli é falado na área Vatsa de Doab, sul da região Awadh que inclui Kanpur e Prayagraj. É utilizado também na maioria dos países do Caribe onde há descendentes de trabalhadores lavados de Uttar Pradesh pelo governo Britânico da Índia. É, de acordo com o Censo 2001, uma das línguas mais faladas no mundo, na 29.ª posição.

## Outros nomes
Awadhi é também chamada Abadhi, Abadi, Abohi, Ambodhi, Avadhi, Baiswari, Kojali e Kosali.

## Dialetos
São, os seguintes, os principais dialeto Awadhi:
- Hindi fijiano
- Gangapari,
- Mirzapuri
- Pardesi
- Uttari
- Tharu
- Degauri Tharu

### Acadêmicas
- «Awadhi em Ethnologue»
- «Entry for Awadhi em Rosetta Project»
- «Awadhi em SIL International»

### Religiosas
- «Tulsi Ramayana»
- «Tradução da Bíblia – Novo Testamento - em Awadhi»
- «Awadhi em Joshua Project»
- «Awadhi – Downloads da Bíblia @ World Bible Translation Center»
- «Awadhi – "Bible stories and lessons @ Global Recordings Network"»

### Geral
- «Aprendendo Awadhi»
- «Indianet Zone – Awadhi»
- «Awhadi em BhasaNepal»
- «Awhadi em Ommniglot.com»
- «Poema em Awadhi»